# Mistrzostwa Świata w Zapasach 1979
Mistrzostwa Świata w Zapasach 1979 odbyły się w mieście San Diego (Stany Zjednoczone).

## Tabela medalowa
| Lp. | Państwo           |   |   |   | Razem |
| --- | ----------------- | - | - | - | ----- |
| 1   | ZSRR              | 9 | 5 | 2 | 16    |
| 2   | Węgry             | 4 | 1 | 0 | 5     |
| 3   | Bułgaria          | 2 | 2 | 3 | 7     |
| 4   | Japonia           | 2 | 2 | 1 | 5     |
| 5   | Stany Zjednoczone | 1 | 5 | 4 | 10    |
| 6   | Rumunia           | 1 | 0 | 2 | 3     |
| 7   | Polska            | 1 | 0 | 1 | 2     |
|     | Szwecja           | 1 | 0 | 1 | 2     |
| 9   | NRD               | 0 | 2 | 2 | 4     |
| 10  | RFN               | 0 | 1 | 3 | 4     |
| 11  | Jugosławia        | 0 | 1 | 0 | 1     |
| 12  | Włochy            | 0 | 0 | 1 | 1     |

## Medale

### Mężczyźni

#### Styl wolny
| Konkurencja |                     |                      |                       |
| ----------- | ------------------- | -------------------- | --------------------- |
| 48 kg       | Siergiej Korniłajew | Bobby Weaver         | Jan Falandys          |
| 52 kg       | Yūji Takada         | James Haines         | Hartmut Reich         |
| 57 kg       | Hideaki Tomiyama    | Siergiej Biełogłazow | Joe Corso             |
| 62 kg       | Władimir Jumin      | Micho Dukow          | Andre Metzger         |
| 68 kg       | Michaił Characzura  | Akira Miyahara       | Eberhard Probst       |
| 74 kg       | Leroy Kemp          | Martin Knosp         | Nikołaj Pietrienko    |
| 82 kg       | István Kovács       | John Peterson        | Magomiedchan Aracyłow |
| 90 kg       | Chasan Orcujew      | Uwe Neupert          | Iwan Ginow            |
| 100 kg      | Illa Mate           | Russ Hellickson      | Vasile Pușcașu        |
| +100 kg     | Sałman Chasimikow   | Roland Gehrke        | Andrei Ianko          |

#### Styl klasyczny
| Konkurencja |                            |                      |                     |
| ----------- | -------------------------- | -------------------- | ------------------- |
| 48 kg       | Constantin Alexandru       | Aleksiej Szumakow    | Paweł Christow      |
| 52 kg       | Lajos Rácz                 | Kamil Fatkulin       | Toshio Asakura      |
| 57 kg       | Szamil Serikow             | Kivamu Kashiwagi     | Antonino Caltabiano |
| 62 kg       | István Tóth                | Abdurrahim Kuzu      | Lars Malmkvist      |
| 68 kg       | Andrzej Supron             | Aleksander Aliew     | Erich Klaus         |
| 74 kg       | Ferenc Kocsis Janko Szopow | –                    | Karl-Heinz Helbing  |
| 82 kg       | Giennadij Korban           | Momir Petković       | Paweł Pawłow        |
| 90 kg       | Frank Andersson            | Norbert Növényi      | Pedro Pawlidis      |
| 100 kg      | Nikołaj Bałboszyn          | Georgi Rajkow        | Brad Rheingans      |
| +100 kg     | Aleksandyr Tomow           | Aleksandr Kołczinski | Bob Walker          |